# Argeriz
Argeriz è una freguesia (frazione) del concelho (comune) di Valpaços in Portogallo. Conta 730 abitanti (2001) e ricopre un'area di 18,99 km², con una densità di 38,4 ab/km².

## Geografia fisica
Argeriz si trova a circa 12 km dal capoluogo Valpaços. È costituito dagli aldeias (villaggi) di Ribas, Midões, Pereiro e Vale de Espinho. È attraversato dal Rio Torto, un affluente del Duero. Possiede interessanti resti archeologici.

## Monumenti di interesse
- Santuario rupestre di Argeriz o Pias dos Mouros
- Castro de Ribas o Alto da Cerca